# Foxe Basin
Foxe Basin (franska: Bassin de Foxe) är ett innanhav i Nordamerika. Det ligger i territoriet Nunavut i Kanada och skiljs från Hudson Bay i söder av Southampton Island. I norr och öster begränsas det av Baffinön och i väster av Melvillehalvön. Via Foxe Channel i söder finns förbindelse med Labradorhavet (Atlanten). I nordväst förbinds Foxe Basin via det 2 km breda Fury och Heclasundet med Boothiaviken och vidare norrut till Nordvästpassagen vid Lancastersundet. Största ön i innanhavet är Prince Charlesön.